# Rodolphe Archibald Reiss
Pour les articles homonymes, voir Reiss.
Rodolphe Archibald Reiss (serbe : Арчибалд Рајс/Arčibald Rajs), né le 8 juillet 1875 à Hechtsberg (Grand-Duché de Bade) et mort le 8 août 1929 à Belgrade (Royaume de Yougoslavie), est un professeur, criminologue, et criminaliste germano-suisse passionné de photographie.
Pionnier de la police scientifique et de la criminalistique moderne, il est notamment le fondateur de l'Institut de police scientifique de l'Université de Lausanne, première école universitaire de police scientifique au monde.

## Biographie
Né le 8 juillet 1875 dans le Grand-duché de Bade, il est le huitième d'une famille de dix enfants. Il passe son adolescence à Karlsruhe puis, à la suite de dissensions familiales liées au choix de camp dans une Europe crispée, émigre à Lausanne où il commence ses études.
Il y étudie la chimie et obtient un doctorat ès sciences. En 1898, alors membre de la Société d'étudiants « Stella Valdensis», Rodolphe Archibald Reiss lance, avec Isaac Rouge, le Journal suisse des photographes. La même année, il devient assistant à l'Université de Lausanne.
En 1899, Rodolphe Archibald Reiss est mandaté par le gouvernement vaudois pour créer un laboratoire universitaire de photographie[réf. souhaitée]. Il est naturalisé suisse en 1901.
Au début du siècle, il a l'occasion d'effectuer un stage à Paris auprès du criminologue Alphonse Bertillon qui lui permet de découvrir toutes les possibilités de la photographie dans les enquêtes criminelles menées par les policiers. Une visite à la préfecture de police de Paris lui permettra également de s’instruire sur les différentes techniques photographiques, telles que la photographie signalétique et les bases du « portrait parlé », méthode utilisant une description analytique des traits du visage.
Alors qu'il est, de 1902 à 1907, le rédacteur en chef de la Revue suisse de photographie, il organise, en 1903, le congrès de l'Union internationale de photographie à Lausanne. En 1903, il est nommé professeur extraordinaire de photographie scientifique et judiciaire.
En 1909, il fonde l'Institut de police scientifique de l'Université de Lausanne, la première école de police scientifique du monde. Il apporte une contribution considérable à la criminalistique moderne, notamment en créant des protocoles d'analyse permettant la recherche d'indices.
À la veille de la Première Guerre mondiale, il fera l'objet d'attaques virulentes de la part d'une presse suisse alémanique antisémite.
En 1914, il se rend en Serbie à l'invitation du gouvernement serbe pour constater en tant que criminologue neutre les crimes commis par les envahisseurs austro-hongrois contre la population civile. Il est en même temps correspondant de la Gazette de Lausanne en Serbie.
Grâce à des centaines d'articles, il attire l'attention du public international sur les atrocités commises en masse par l'armée austro-hongroise pendant la Première Guerre mondiale. Son action a également eu un impact sur le recul des idées de propagande austro-hongroises.
À l'issue de la guerre, il est nommé chef du nouveau département de documentation sur les crimes de guerre, dépendant du ministère des Affaires étrangères serbe. À ce titre, il prendra part à la conférence de paix de Paris en tant que membre de la délégation yougoslave,.
En 1919, Rodolphe Archibald Reiss démissionne de l'enseignement (lausannois) et s'installe, dès 1921, dans la villa « Dobro Polje », quartier de Topčider, en périphérie de Belgrade et sera voisin du vieux roi Pierre Ier de Serbie, avec qui il aura des entretiens politiques parfois houleux. Il publiera en 1928 un manifeste en langue française, « Écoutez, Serbes » (en serbe : « Čujte Srbi ») qui se veut, essentiellement, une prise de conscience.
Rodolphe Archibald Reiss reçoit de nombreuses distinctions honorifiques. Le 8 août 1929, il meurt d'apoplexie dans sa villa « Dobro Polje ». Le peintre vaudois Marcel Amiguet, qui était présent, raconte le drame. Reiss lègue sa fortune, ses médailles, une partie de ses décorations et des cadeaux, d'une valeur d'environ 100'000 francs suisses, ainsi que de sa villa « La Lumière », située au chemin de Fantaisie 3 à Pully d'une valeur estimée à 34'000 francs suisses, au canton de Vaud. C'est son élève et successeur, le professeur Marc-Alexis Bischoff qui en était le locataire depuis le départ de Rodolphe Archibald Reiss, qui rachètera la villa au canton de Vaud. Son cœur sera mis dans une urne déposée sur la montagne Kajmakčalan en Macédoine, selon ses dernières volontés. Il faut noter que les troupes bulgares détruiront ce monument, au titre de vengeance, durant la Deuxième Guerre mondiale.
Dans plusieurs villes de Serbie, en particulier en Voïvodine, des rues portent son nom, de même qu'un institut pour la promotion de l'histoire de la Serbie et de la Yougoslavie.
En novembre 2013, il est intronisé à titre posthume au Panthéon francophone de la criminalistique de l'Association Québécoise de Criminalistique.
Le président serbe Tomislav Nikolic lui a rendu hommage en mai 2014, à l'occasion du centenaire du début de ses activités en Serbie.
En 2018, l'université de Lausanne projette de numériser 15 000 plaques photographiques de Rodolphe Archibald Reiss.

## Publications
- La Photographie judiciaire, Paris, Charles Mendel, 1903, III-232 p. (lire en ligne).
- Manuel du portrait parlé (méthode Alphonse Bertillon) à l'usage de la police : avec vocabulaire français, allemand, italien et anglais, Lausanne, T. Sack / Paris, A. Schlachter, 1905.
- Manuel de police scientifique (technique)  (préf. Louis Lépine), Lausanne / Paris, Librairie Payot & Cie / Félix Alcan, 1911, 515 p. (lire en ligne).
- Comment les Austro-Hongrois ont fait la Guerre en Serbie, édition Armand Colin, collection Études et documents sur la Guerre, 1915 [lire en ligne] [PDF].